# Vicente Aguirre del Castillo
Vicente Aguirre del Castillo (Mixquiahuala, Hidalgo, octubre de 1908-1998) fue un político mexicano, miembro del Partido Revolucionario Institucional (PRI). Fue diputado federal, senador y gobernador de Hidalgo de 1945 a 1951.

## Biografía
Realizó sus estudios básicos en la ciudad de Ixmiquilpan y luego se trasladó a la Ciudad de México, donde estudió la preparatorio e ingresó en la entonces Escuela Nacional de Jurisprudencia de la Universidad Nacional Autónoma de México (UNAM) de 1928 a 1932 y en donde se tituló como licenciado en Derecho en 1933. Su hermano Víctor M. Aguirre del Castillo, fue también diputado federal y presidente municipal de Pachuca de Soto.
Jefe de control político de Hidalgo y luego secretario particular de Javier Rojo Gómez con quien estaba emparentado y fue uno de sus mas cercanos partidarios, primero como candidato a gobernador de Hidalgo y luego como gobernador de 1937 a 1940. En ese mismo periodo fue candidato del Partido de la Revolución Mexicana (PRM) —antecesor del PRI— a diputado federal por el Distrito 4 de Hidalgo a la XXXVII Legislatura que concluyó en 1940.
Al terminar dicho cargo, en 1940 fue a su vez elegido Senador por su estado en segunda fórmula, para el periodo que concluyendo en 1946 correspondería a las legislaturas XXXVIII y XXXIX. Durante estos años, fue también presidente del PRM en Hidalgo. En 1944, apoyado por su cercanía con Rojo Gómez, jefe del Departamento del Distrito Federal en el gobierno de Manuel Ávila Camacho y uno de los principales aspirantes a la candidatura a la presidencia de México, fue postulado candidato del PRM a gobernador de Hidalgo. Elegido, asumió la gubernatura el 1 de abril de 1945 para periodo que culminaría el 31 de agosto de 1951, el primero de seis años. Hasta el 1 de septiembre de 1945 no solicitó licencia definitiva al cargo de Senador, que le fue concedida el día 25 siguiente.
Javier Rojo Gómez no logró la candidatura del ya PRI a la presidencia, que correspondió a Miguel Alemán Valdés; muchos de los partidarios de Rojo Gómez vieron interrumpidas sus carrera políticas, sin embargo Aguirre logró concluir su periodo como gobernador hasta 1951. Desde dicho año hasta 1978 se dedicó a ejercicio su profesión como abogado, fue el primer presidente del Patronato del Maguey en Hidalgo y en 1978 fue vicepresidente de la Unión Nacional de Productores de Caña de Azúcar (UNPCA). Falleció en 1998.